# Загадочная кожа
«Зага́дочная ко́жа» (англ. Mysterious Skin) — восьмой фильм американского независимого кинорежиссёра Грегга Араки по одноимённому роману Скотта Хайма о двух товарищах по несчастью, переживших в детстве сексуальное насилие. Премьера картины состоялась 3 сентября 2004 года в рамках Венецианского кинофестиваля. В России фильм вышел в ограниченный прокат 26 мая 2005 года.

## Сюжет
Восемнадцатилетние парни Нил Маккормик и Брайан Лэки, живущие в небольшом канзасском городке Хатчинсоне, в восьмилетнем возрасте стали жертвами совратителя — их школьного тренера-педофила. И если Нил оказался послушным учеником и помог «учителю» растлить Брайана, то для последнего этот опыт имел разрушительные для психики последствия, которые на время даже привели к ступору. Восприятие этого события у двух героев тоже различно: Нил представляет насильника как идеального любовника, тогда как Брайан в своём воспалённом сознании видит себя похищенным инопланетянами.

Нил, Эрик и Уэнди

Нил, парень из бедной неполной семьи, становится геем-проституткой; в глазах же своих друзей — Уэнди и Эрика — он настоящий секс-символ. Они просто влюблены в него, но в ответ получают лишь дружбу. Достигнув в своей гомосексуальной провинции «потолка», Нил отправляется за дальнейшими сексуальными приключениями в Нью-Йорк. Прожив там полгода, парень впервые задумывается над тем, не сойти ли ему с опасной дороги; особенно укрепляется он в этой мысли после того, как один из клиентов-садистов избивает, насилует его и выгоняет без денег.
Брайан же, будучи добропорядочным и скромным молодым человеком, пытается расследовать обстоятельства своего якобы похищения инопланетянами. Он не помнит, что было с ним в тот вечер, но именно с тех пор он периодически страдает кровотечениями из носа, обмороками, ночными кошмарами и энурезом. В попытках найти единомышленников он смотрит телепередачу, в которой люди рассказывают, как их будто бы похищали для опытов инопланетяне, и связывается с одной из участниц — молодой хромой девушкой, которая соглашается встретиться с Брайаном и рассказать ему подробно, что с ней происходило. На этих встречах выясняется, что на самом деле она просто одинока и жаждет любовных отношений. Она фактически домогается Брайана, а у него секс вызывает лишь отвращение. Чувствуя себя глубоко оскорблённым, в бешенстве он прогоняет её прочь.
Однако при недолгом общении с ней Брайан получил совет: надо вспомнить того мальчика, который видится ему в кошмарах. И Брайан, вспомнив, что играл с ним в одной бейсбольной команде, просматривает фотографии той команды с подписями фамилий игроков. Так в своих поисках он выходит на Нила, но тот уже покинул Хатчинсон. Парни встречаются на Рождество, когда Нил приезжает навестить свою мать. Ребята залезают в дом, когда-то принадлежавший их растлителю, и общими усилиями восстанавливают картину события десятилетней давности, благодаря чему Брайан избавляется от защитных иллюзий, владевших им на протяжении многих лет, что даётся ему нелегко: потрясённый, он рыдает в объятиях своего товарища по несчастью.

## В ролях
| Актёр                | Роль             |
| -------------------- | ---------------- |
| Джозеф Гордон-Левитт | Нил Маккормик    |
| Брэди Корбет         | Брайан Лэки      |
| Билл Сэйдж           | тренер Хайдер    |
| Чейс Эллисон         | Нил (в 8 лет)    |
| Джордж Вебстер       | Брайан (в 8 лет) |
| Элизабет Шу          | Миссис Маккормик |
| Лиза Лонг            | Миссис Лэки      |
| Крис Малки           | Мистер Лэки      |
| Мишель Трахтенберг   | Уэнди            |
| Джеффри Ликон        | Эрик             |

## Художественные особенности
Драма «Загадочная кожа» является нетипичным фильмом в творчестве Грегга Араки, зарекомендовавшего себя как постановщика чёрных комедий из жизни альтернативной американской молодёжи. Режиссёр впервые обратился к чужому сюжету, картина снята по роману канзасского писателя Скотта Хайма. Обозреватель «Российской газеты» по теме кино Валерий Кичин отметил смелость Араки в подходе к теме педофилии, сочетающуюся с исповедальностью интонации, а также хорошо разработанные характеры героев в исполнении молодых актёров Джозефа Гордон-Левитта (премия на кинофестивале в Сиэтле) и Брэди Корбета.
Сам режиссёр, признавая противоречивость своей ленты, заявил: «Я хотел, чтобы „Таинственная кожа“ так же разбивала сердца зрителей, как фильм „Парни не плачут“, чтобы она была такой же спорной, как „Детки“, такой же интригующей, как фильмы Дэвида Линча и выписанной таким же тонким пером, как картины Вонга Карвая».

## Прокат
В США фильм получил самый жёсткий прокатный рейтинг — NC-17. Аналогичный рейтинг (R+), полученный картиной в Австралии, был оспорен генеральным прокурором страны, который добивался полного запрета на демонстрацию «Загадочной кожи». Скандал разрешился компромиссом — фильм вышел в австралийский прокат, однако его показы предварялись комментарием: «Взрослая тематика, сцены сексуального насилия».
В России с демонстрацией фильма также возникли проблемы. Он вышел в ограниченный прокат 26 мая 2005 года в кинотеатре «МДМ-кино», 15 июня состоялся релиз на DVD, а премьера картины на российском телевидении прошла 25 мая 2007 года на канале ТВ-3 в программе «Другое кино» с Кириллом Серебренниковым. Весной того же года кинолента Грегга Араки заняла первое место в рейтинге популярности, составленном сайтом Gay.ru по результатам опроса более 6 тысяч посетивших его интернет-пользователей.

## Награды
- Кинофестиваль в Бергене (2004)
  - Приз жюри: Грегг Араки
- Роттердамский кинофестиваль (2005)
  - Приз молодёжного жюри MovieZone
- Кинофестиваль в Сиэтле (2005)
  - Лучший режиссёр: Грегг Араки
  - Лучший актёр: Джозеф Гордон-Левитт